# Schluderbach
Schluderbach (Italiaans: Carbonin) is een Italiaans dorp in Zuid-Tirol, in de regio Trentino-Zuid-Tirol. Het dorp ligt binnen de gemeente Toblach.
De bevolking is overwegend Duitstalig. Het dorp ligt tegen de grens met de provincie Belluno die in de regio Veneto ligt. Schluderbach is een kleine nederzetting  die voornamelijk uit hotels bestaat. De dichtstbijzijnde stad is Cortina d'Ampezzo (zuidwesten), in Belluno. Schluderbach ligt op circa 700 meter van de grens met Veneto.